# Cinnamomum subpenninervium
Cinnamomum subpenninervium är en lagerväxtart som beskrevs av André Joseph Guillaume Henri Kostermans. Cinnamomum subpenninervium ingår i släktet Cinnamomum och familjen lagerväxter. Inga underarter finns listade i Catalogue of Life.